# Jardín botánico de Olárizu

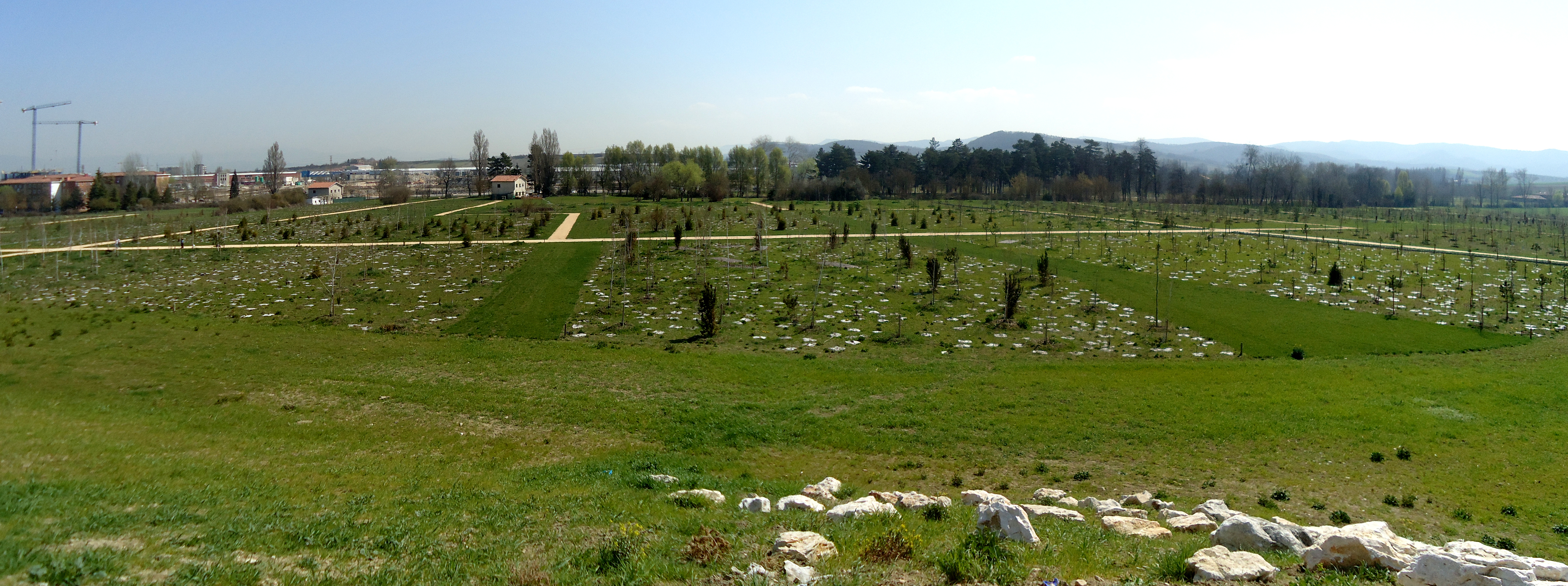
Vista de las plantaciones en la campa de Olárizu.

El Jardín Botánico de Olárizu (en euskera, Olarizu Lorategi Botanikoa) es un jardín botánico en ejecución de unas 7 hectáreas iniciales de extensión, que se irán ampliando hasta las 50 hectáreas previstas en el proyecto. Se encuentra en las cercanías de Vitoria en Olárizu, provincia de Álava, País Vasco, España.

## Historia
El jardín botánico de Olárizu empezó en el año 2000 como un proyecto del Ayuntamiento de Vitoria en colaboración con la Universidad del País Vasco, y se ha estado retrasando por el pleito interpuesto por los vecinos cuyos terrenos iban a ser expropiados.
Como el pleito sigue sin resolverse el Ayuntamiento de Vitoria ha decidido empezar las plantaciones del ecosistema bosque mediterráneo, en diciembre del 2006, en la finca de 7 hectáreas que es de su propiedad situada al este de la Casa de la Dehesa, para continuar ampliando al resto de ecosistemas, conforme se vaya resolviendo el litígio existente.

## Colecciones

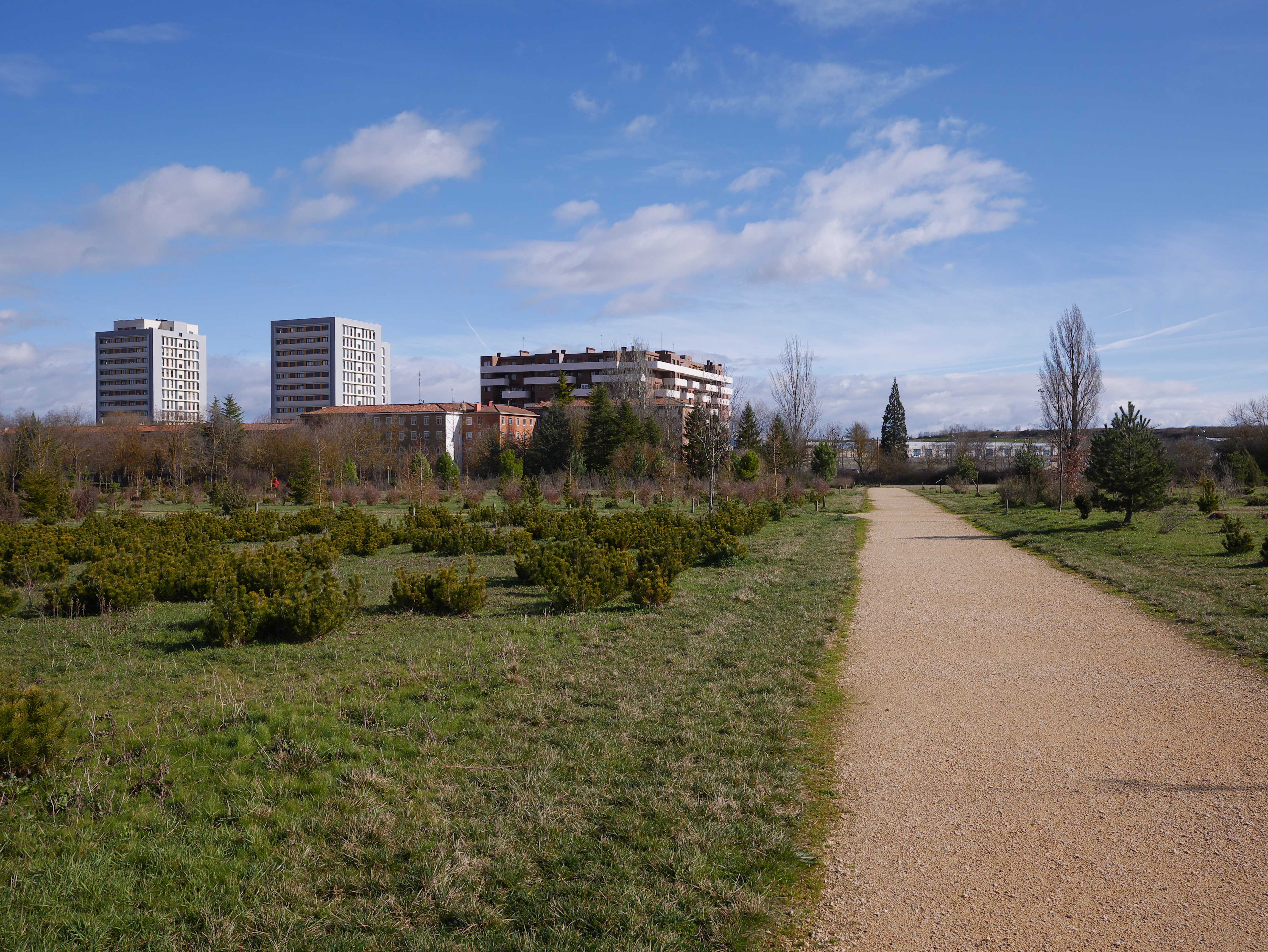
Coníferas en el Jardín Botánico de Olárizu

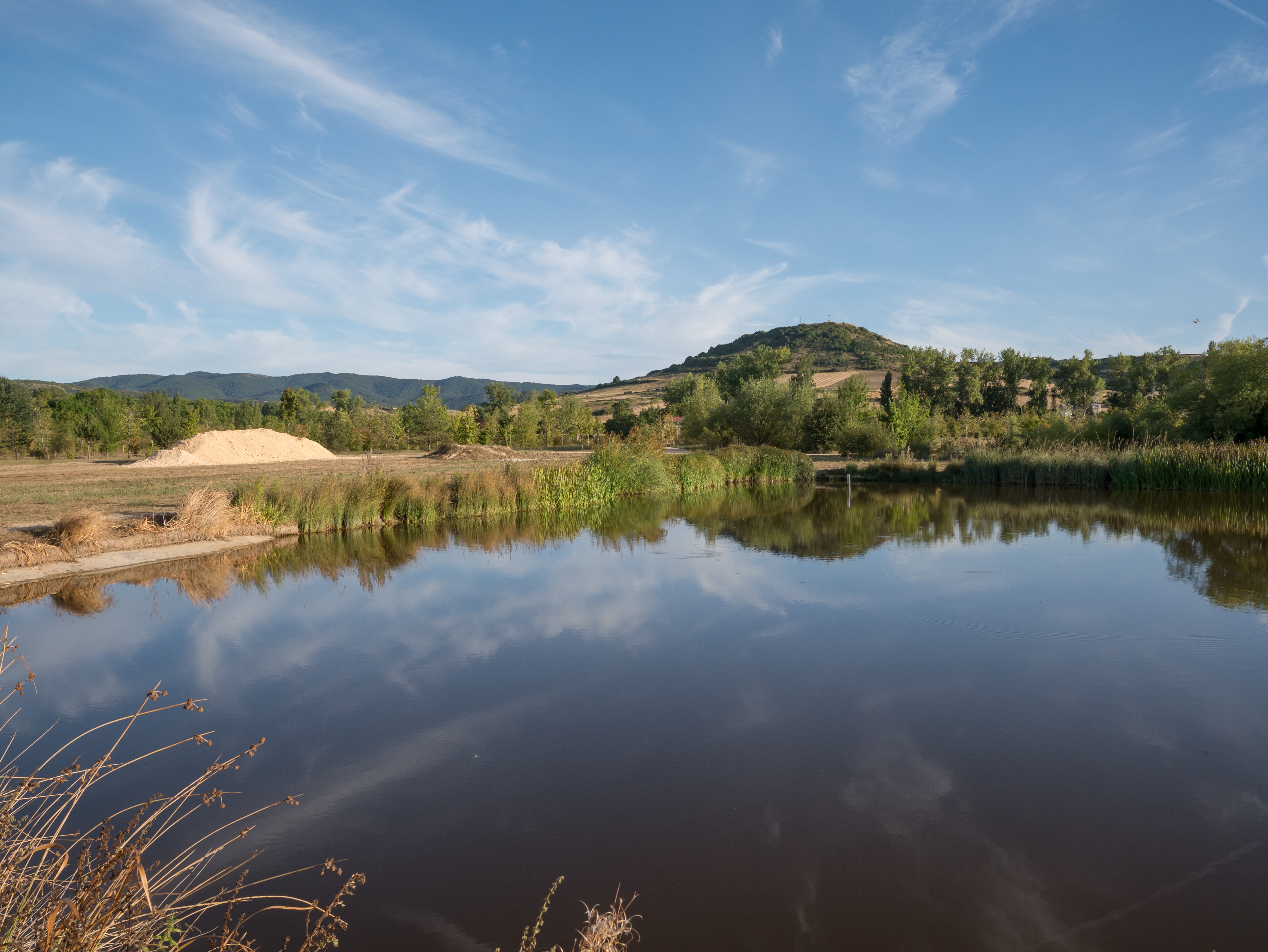
Lago de Olárizu

Este es el único jardín botánico existente actualmente en España, que estará dedicado exclusivamente a los ecosistemas y a los bosques europeos.
Hay previstos cinco recorridos:
- Bosque mediterráneo (en ejecución )
- Bosques boreales de coníferas (en proyecto).
- Bosques frondosos caducifolios (en proyecto).
- Bosques frondosos mascecentes (en proyecto).
- Plantas medicinales y plantas de interés etnobotánico (en proyecto).

Además contará con un banco de germoplasma para almacenar semillas de plantas en peligro de extinción y germinarlas. 
Sus instalaciones se completaran con un invernadero de cristal y un estanque en el centro del parque, además de las instalaciones adecuadas para exposiciones, proyecciones audiovisuales y una biblioteca especializada en temas botánicos.